# Нервијано
Нервијано (итал. Nerviano) је насеље у Италији у округу Милано, региону Ломбардија.
Према процени из 2011. у насељу је живело 17030 становника. Насеље се налази на надморској висини од 173 м.

## Становништво
Према резултатима пописа становништва 2011. у општини је живело 17.089 становника.
| 1931. | 1936. | 1951.  | 1961.  | 1971.  | 1981.  | 1991.  | 2001.  | 2011.  |
| ----- | ----- | ------ | ------ | ------ | ------ | ------ | ------ | ------ |
| 8.195 | 8.209 | 10.006 | 11.331 | 13.450 | 15.543 | 15.758 | 16.810 | 17.089 |